# Black Waltz
Black Waltz är det fjärde albumet av den svenska metalgruppen Avatar från Göteborg, utgivet i januari 2012 av Gain Music Entertainment. Albumet gick in på 25:e plats på Sverigetopplistans albumlista veckan den släpptes.

## Låtlista
| Nr           | Titel                   | Längd |
| ------------ | ----------------------- | ----- |
| 1.           | Let Us Die              | 4:12  |
| 2.           | Torn Apart              | 6:29  |
| 3.           | Ready for the Ride      | 3:14  |
| 4.           | In Napalm               | 5:32  |
| 5.           | Black Waltz             | 5:58  |
| 6.           | Blod                    | 3:34  |
| 7.           | Let it Burn             | 3:32  |
| 8.           | One Touch               | 4:17  |
| 9.           | Paint Me Red            | 4:27  |
| 10.          | Smells Like a Freakshow | 4:53  |
| 11.          | Use Your Tongue         | 9:33  |
| Total längd: | Total längd:            | 54:48 |

| 12.          | Dying to See You Dead                              | 3:34  |
| 13.          | Smells Like a Freakshow (Radio Edit)               | 4:01  |
| 14.          | Smells Like a Freakshow (Walter Backlin Retro Mix) | 4:30  |
| 15.          | Torn Apart (Live på Sticky Fingers)                | 6:58  |
| Total längd: | Total längd:                                       | 73:51 |

## Banduppsättning
- Johannes Eckerström - sång
- Jonas Jarlsby - gitarr
- Simon Andersson - gitarr
- Henrik Sandelin - bas
- John Alfredsson - trummor

## Recensioner
Dagens Nyheter gav albumet betyget fyra av fem. I recensionen nämndes låten "Let us die" som en bra inledningslåt, och även "One Touch" som visar den variation som bandet har på sina låtar.